# 犬島アートプロジェクト
犬島アートプロジェクト（いぬじまあーとぷろじぇくと、Inujima Art Project）は、瀬戸内海に浮かぶ離島・犬島（岡山県岡山市）で活動するアートプロジェクトを指す。構想の末2008年に“精錬所”と呼ばれる施設が開館し、建築、現代アート、近代化産業遺産の銅精錬所（犬島精錬所）跡地を一般公開している。また施設にはカフェやミュージアムショップが併設されている。鑑賞料は有料（2,060円）。島へは船を利用して来島する。

## 概要
犬島アートプロジェクト“精錬所”を構成しているのは建築家の三分一博志による自然エネルギーを活用した建物、現代アーティストの柳幸典の作品、そして島に100年前から遺されていた銅の精錬所の煙突群である。
犬島の銅の精錬所は約100年前、明治末期に稼働して精錬の役目を終えた後は廃墟と化した。現在は経済産業省の近代化産業遺産に認定されており、日本の近代化・工業化を物語る貴重な歴史資料でもある。その一方で、精錬所の古い煙突や煉瓦を、デザインだけではなく機能として美術施設に積極的に活用している点において、他の廃墟ブームとは一線を引く大きな特徴がある。
岡山市に本拠を置く教育関係企業ベネッセコーポレーションの会長が出資する財団法人「直島福武美術館財団」によって2008年より運営開始。同財団は2004年から香川県直島町で地中美術館の運営もおこなっており、いずれの施設も現代アートを展示していること、サイトスペシフィック（その場所固有の、その場でしか観られないという意味）な施設を設けている事などの共通項が浮かび、財団理事長である福武總一郎の地域やアートに対する思惟が窺える。
活動は継続して行われ、2010年には北川フラムプロデュースの瀬戸内国際芸術祭の開催地の一つとなった。